# Bakterieflagell
En bakterieflagell är en tunn, styv och spiralvriden proteintråd som fungerar som ett rörelseorgan hos bakterier. Den är fäst i en turbinliknande motor i cellväggen och roterar för att driva bakteriens rörelse, likt en propeller. Bakterier kan ha flera flageller, var och en kopplad till en egen motor. Dessa skiljer sig både i uppbyggnad och energikälla från de flageller som finns hos eukaryota celler.